# آتش‌سوزی ۲۰۲۰ کالیفرنیا

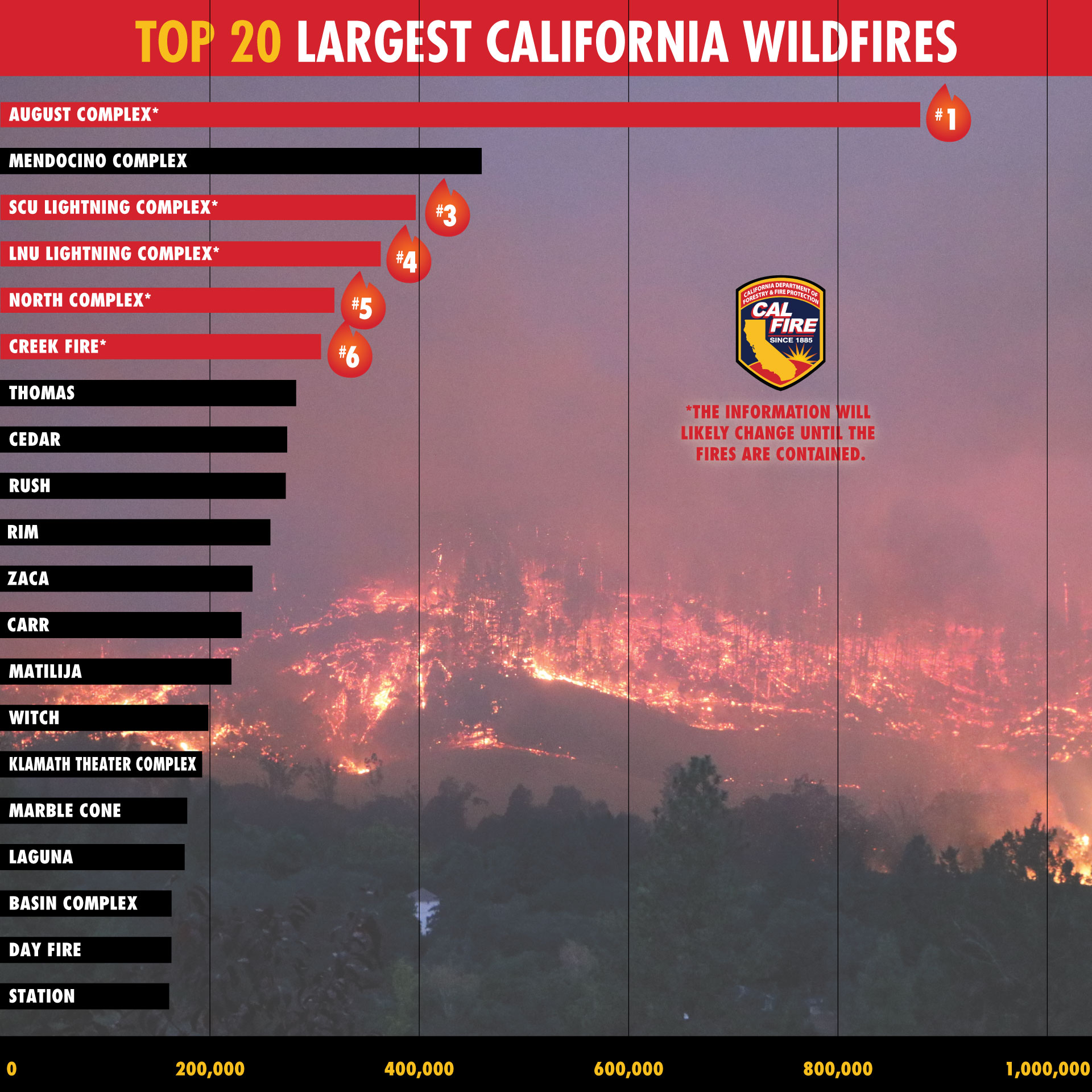
Five of the twenty largest wildfires in California history were part of the 2020 wildfire season.

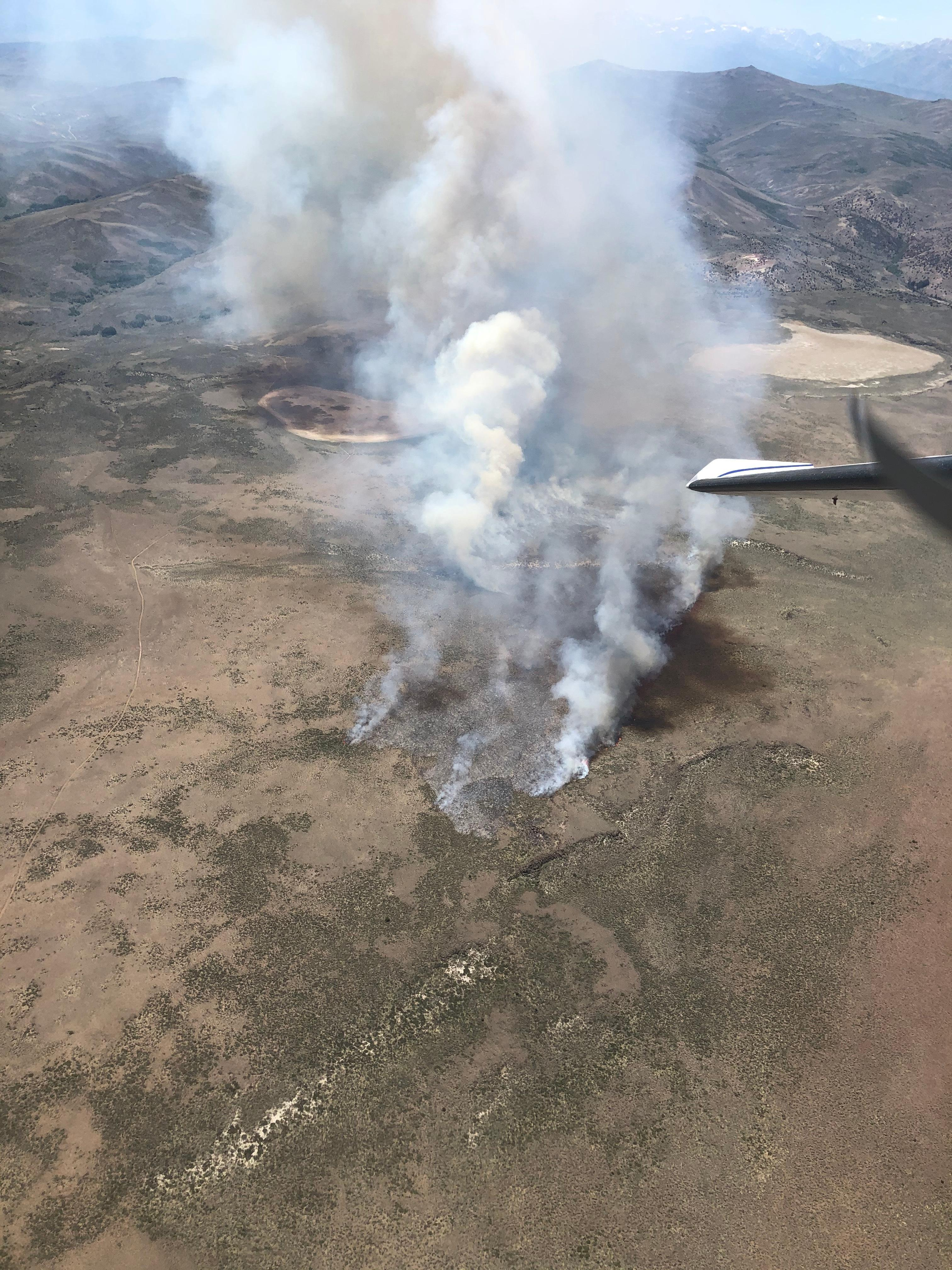
Aurora Fire

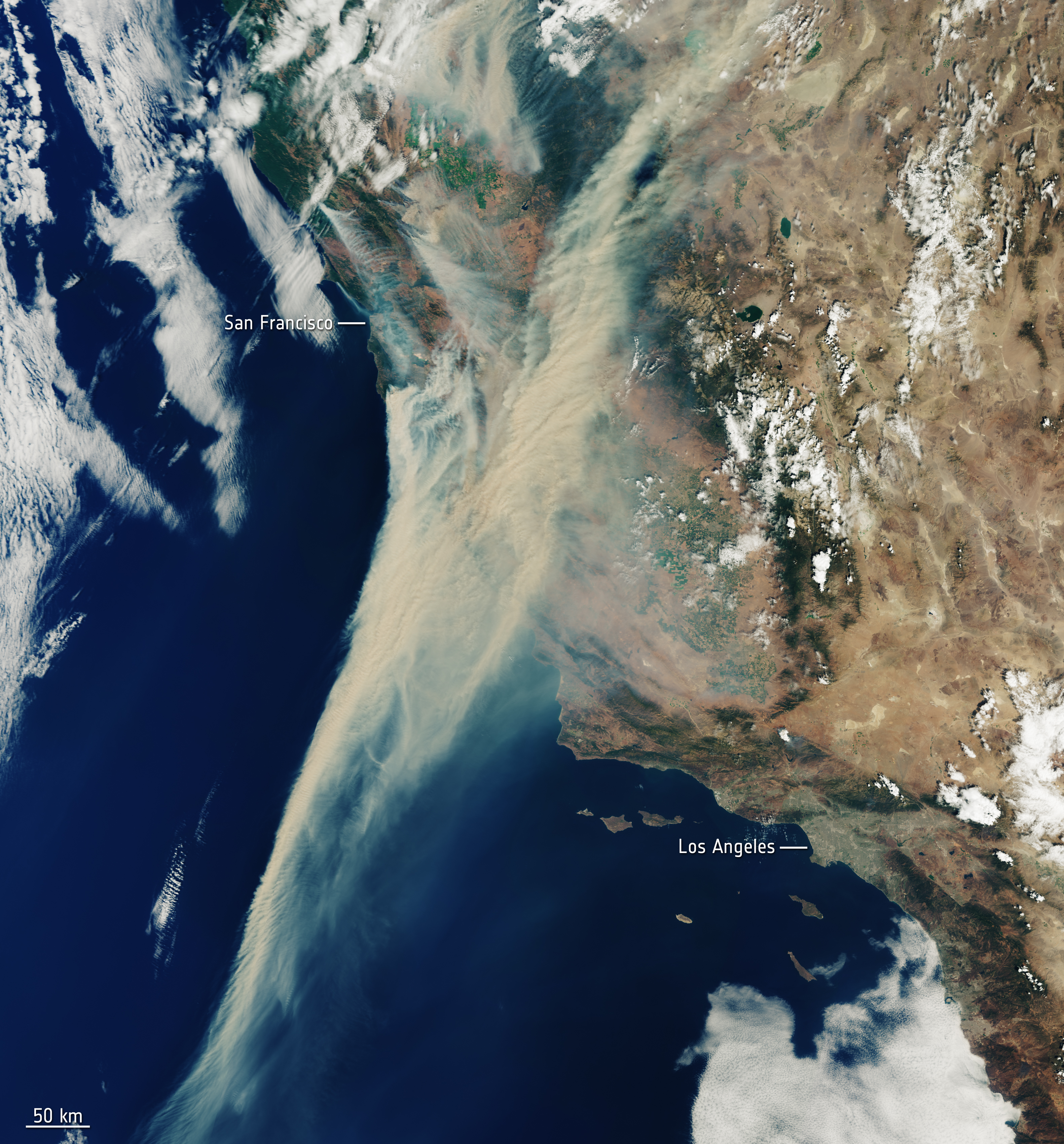
An August 19, 2020 satellite image of the wildfires burning in Northern California, covering a significant portion of California and nearby states.

آتش‌سوزی ۲۰۲۰ کالیفرنیا (انگلیسی: 2020 California wildfires) مجموعه ای از موارد آتش‌سوزی جنگل است که در سال ۲۰۲۰ در ایالت کالیفرنیا رخ داده‌است. تا ۱۴ سپتامبر تعداد این آتش‌سوزی‌ها به ۷۷۱۸ مورد رسیده‌است که با سوزاندن بیش از ۳ درصد سطح ایالت شدیدترین فصل آتش‌سوزی در تاریخ در این ایالت را رقم زده‌است. شدت آتش‌سوزی‌ها در اثر خشکسالی و گرمای شدید همراه با مدیریت ضعیف آتش تشدید شده‌است. این آتش‌سوزی‌ها در مجموع باعث کشته شدن ۲۹ نفر و تخریب ۶۳۹۱ شده‌است و بیش از یک میلیارد دلار خسارت به بار آورده‌است.
آتش‌سوزی کالیفرنیا در سال ۲۰۲۰ مجموعه ای از آتش‌سوزی‌های مداوم است که در سراسر ایالت کالیفرنیا در حال سوختن است. از تاریخ ۱۴ سپتامبر سال ۲۰۲۰، در مجموع ۷٬۷۱۸ آتش‌سوزی منجر به سوختن ۳٬۴۵۱٬۴۲۸ هکتار، بیش از ۳٪ از تقریباً ۱۰۰ میلیون هکتار زمین این ایالت شده‌است، که طبق اعلام کالیفرنیا، آتش‌سوزی ۲۰۲۰ بزرگترین آتش‌سوزی ثبت شده در تاریخ گروه جنگلداری و حفاظت از آتش‌سوزی کالیفرنیا است. شدت آتش‌سوزی با خشک شدن و گرم شدن ناشی از تغییرات آب و هوایی ناشی از انسان در ترکیب با مدیریت ضعیف مهار آتش‌سوزی جنگل‌ها منجر به تجمع سوخت افزایش یافته‌است.
در ۱۹ اوت سال ۲۰۲۰، فرماندار کالیفرنیا، گاوین نیوزوم، گزارش داد که این ایالت با ۳۶۷ آتش‌سوزی شناخته شده دست و پنجه نرم می‌کند، که در اثر طوفان‌های شدید رعد و برق در ۱۶ تا ۱۷ اوت، ناشی از رطوبت بقایای طوفان گرمسیری فاوستو است. اقدام مقابله ای با آتش و تخلیه‌ها با وجود بیماری همه گیر COVID-19 پیچیده بود. فرماندار در ۱۸ اوت وضعیت اضطراری اعلام کرد. در اوایل سپتامبر سال ۲۰۲۰، ترکیبی از یک موج گرمای رکوردشکن، و باد دیابلو و سانتا آنا باعث ایجاد آتش‌سوزی‌های بیشتر و انفجار آتش‌های فعال شد، و مجتمع اوت با پیشی گرفتن از مجتمع مندوچینو به بزرگترین آتش‌سوزی ثبت شده در کالیفرنیا تبدیل شد. مجتمع شمالی همزمان با وزش باد به سمت غرب، شهر اوروویل را تهدید می‌کند و تخلیه‌های گسترده‌ای را در پی دارد، به‌طور انفجاری بزرگتر شد.

## خطر آتش‌سوزی فصلی
طبق گفته وزارت جنگلداری و حفاظت از آتش‌سوزی در کالیفرنیا، سال ۲۰۲۰ بزرگترین فصل آتش‌سوزی ثبت شده در تاریخ کالیفرنیا بوده‌است. با این حال، از منظر تاریخی، متوسط هکتارهای سالانه سوزانده شده قبل از ۱۸۵۰ احتمالاً به‌طور قابل توجهی بزرگتر از سالهای آغاز سوابق قابل اعتماد آتش‌سوزی بود. اسکات استیون، استاد علوم آتش‌سوزی در دانشگاه برکلی، تخمین زده‌است که قبل از سال ۱۸۵۰، حدود ۴۵۰۰۰۰۰۰۰ هکتار (۱ میلیون و ۸۰۰ هزار هکتار) سالانه در آتش‌سوزی‌هایی که ماه‌ها به طول می‌انجامید، می‌سوخت و فعالیت‌های آتش‌سوزی تقریباً هر ۳۰ سال به اوج خود می‌رسد، به عنوان مردم بومی کالیفرنیا سوختگی‌های کنترل شده را به‌طور تاریخی تنظیم کرده و اجازه می‌داد آتش‌سوزی‌های طبیعی جریان خود را ادامه دهند.
اوج فصل آتش‌سوزی معمولاً بین ژوئیه و نوامبر اتفاق می‌افتد که بیشتر اوقات وزش باد خشک و گرم بیشتر است. فصل آتش‌سوزی معمولاً تا رسیدن اولین طوفان بارانی پاییزی که معمولاً حدود اواسط ماه اکتبر در شمال کالیفرنیا و تقریباً بین اواخر اکتبر تا اوایل نوامبر در کالیفرنیای جنوبی است، پایان نمی‌یابد.

## دلایل آتش‌سوزی
دانشمندان برجسته اقلیم استدلال می‌کنند که تغییر اقلیم باعث افزایش درجه حرارت آتش‌سوزی در کالیفرنیا، خطر خشکسالی و همچنین به‌طور بالقوه فراوانی چنین رویدادهایی می‌شود. به عنوان مثال، دیوید رومپس، مدیر مرکز علوم جوی برکلی، وضعیت را به شرح زیر خلاصه می‌کند: بخاطر گرم شدن کره زمین به‌طور قابل توجهی داغتر، پرشمارتر و خشک‌تر شده‌است؟ بله، احتمالاً بله، و بله. " به همین ترتیب، فریدریکه اتو، سرپرست مدیر انستیتوی تغییر محیط زیست دانشگاه آکسفورد اظهار داشت:" کاملاً تردیدی نیست که دمای بسیار بالا بالاتر از آن است که بدون تغییرات آب و هوایی ناشی از انسان بوده‌است. مجموعه بزرگی از ادبیات اکنون نشان می‌دهد که تغییرات آب و هوا در هنگام امواج گرما یک بازی تغییر دهنده مطلق است و کالیفرنیا نیز از این قاعده مستثنی نخواهد بود. " سوزان کلارک، مدیر ابتکار پایداری در دانشگاه بوفالو استدلال می‌کند ،" این تغییرات آب و هوایی است. این افزایش شدت و فرکانس دما و امواج گرمابخشی از پیش‌بینی برای آینده. [...] احتمال ابتلای و مرگ و میر بیشتری وجود دارد [از گرما.] افراط بیشتری وجود دارد. "